# Cheumatopsyche sordida
Cheumatopsyche sordida là một loài Trichoptera trong họ Hydropsychidae. Chúng phân bố ở miền Tân bắc.